# Lili Berger
Lili Berger (30 de diciembre de 1916-27 de noviembre de 1996) fue una escritora yiddish, militante antifascista y crítica literaria.

## Biografía
Nacida en la región de Białystok en Polonia y criada en una familia judía ortodoxa, Lili Berger primero fue educada en hebreo y luego fue enviada a una escuela secundaria secular en Varsovia. En 1933 se trasladó a Bruselas, donde realizó estudios de pedagogía. Tres años más tarde se instaló en París donde se casó con Louis Gronowski, quien tenía un importante puesto en la sección judía del Partido Comunista Francés. Durante la década de 1930, trabajó para varias revistas en yiddish. En los años de la Segunda Guerra Mundial, se unió a la Resistencia francesa contra la ocupación alemana. En 1949 volvió a Polonia y se instaló en Varsovia. Después de la crisis política de 1968 en Polonia y frente a una creciente ola de antisemitismo, abandonó el país y se estableció nuevamente en Francia. Desarrolló una rica actividad literaria en lengua yiddish hasta su muerte en 1996.

## Obras
- Ekhos fun a vaytn nekhtn, Tel Aviv: Yisroel bukh, 1986.
- Eseyn un sketchsn, Varsovia: Yidish bukh, 1965.
- Fun haynt un nekhtn, Varsovia: Yidish bukh, 1965.
- Fun vayt un noent, París: L. Berger, 1978.
- Geshtaltn un pasirungen, París: L. Berger, 1991.
- En gang fun tsayt, París: Berger, 1976.
- En loyf fun tsayt, París: Berger, 1988.
- Nisht farendikte bletlekh, Tel Aviv: Yisroel bukh, 1982.
- Nokhn Mabl, Varsovia: Yidish bukh, 1967.
- Oyf di khvalyes fun goyrl, París: L. Berger, 1986.
- Opgerisene tsvaygn, París: L. Berger, 1970.

## Archivo
Los archivos personales de Lili Berger se encuentran en las colecciones de la Maison de la culture yiddish en París.